# Теляковский, Александр Аркадьевич
Александр Аркадьевич Теляковский (1880 — после 1917) — подполковник 6-й Сибирской стрелковой артиллерийской бригады, герой Первой мировой войны.

## Биография
Из потомственных дворян Ярославской губернии. Уроженец Архангельской губернии.
Окончил Петровский Полтавский кадетский корпус (1899) и Константиновское артиллерийское училище (1901), откуда выпущен был подпоручиком во 2-ю Восточно-Сибирскую стрелковую артиллерийскую бригаду.
С началом русско-японской войны, 1 мая 1904 года переведен в 6-ю Восточно-Сибирскую стрелковую артиллерийскую бригаду. За боевые отличия был награждён орденом св. Анны 4-й степени с надписью «за храбрость». Произведен в поручики 29 августа 1904 года, в штабс-капитаны — 29 августа 1908 года.
В Первую мировую войну вступил с 6-й Сибирской стрелковой артиллерийской бригадой. Удостоен ордена Св. Георгия 4-й степени
За то, что в бою 11 ноября 1914 года у д. д. Ружице и Борово, будучи назначен со взводом артиллерии для сопровождения пехоты при ее наступлении и, получив приказание выехать вперед и своим огнем выбить пехоту противника, залегшую перед боевым порядком нашей пехоты, под ружейным огнем противника, ускоренным аллюром выехал на впереди лежавший бугор на дистанции 200 саженей от противника и своим действительным огнем уничтожил пехотные цепи немцев, а затем частью уничтожил, частью же рассеял находившиеся за ними поддержки и этим дал возможность некоторым частям своей пехоты продвинуться вперед, а другим утвердиться на атакуемом пункте.
8 апреля 1915 года произведен в капитаны «за выслугу лет», 22 ноября того же года назначен командиром 2-й батареи 34-го мортирного артиллерийского дивизиона. 11 декабря 1916 года назначен командующим 1-й батареей 6-й Сибирской стрелковой артиллерийской бригады, а 9 июня 1917 года произведен в подполковники, с утверждением в должности.
Судьба после 1917 года неизвестна. Был женат, имел сына.

## Награды
- Орден Святой Анны 4-й ст. с надписью «за храбрость» (ВП 23.03.1906)
- Орден Святого Станислава 3-й ст. (ВП 22.02.1909)
- Орден Святой Анны 3-й ст. (ВП 17.05.1914)
- Орден Святого Георгия 4-й ст. (ВП 18.05.1915)
- мечи и бант к ордену Св. Анны 3-й ст. (ВП 17.05.1916)
- Орден Святого Станислава 2-й ст. с мечами (ВП 6.11.1916)

Иностранные:
- французский Орден Почётного легиона, кавалерский крест